# Walter Fries
Pour les articles homonymes, voir Fries.
Walter Fries (22 avril 1894 à Gusternhain - 6 août 1982 à Weilbourg) est un General der Panzertruppe allemand qui a servi au sein de la Heer dans la Wehrmacht pendant la Seconde Guerre mondiale.
Il a été récipiendaire de la croix de chevalier de la croix de fer avec feuilles de chêne et glaives. La croix de chevalier de la croix de fer avec ses grades supérieurs : les feuilles de chêne et glaives sont attribués pour récompenser un acte d'une extrême bravoure sur le champ de bataille ou un commandement militaire avec succès.

## Biographie
Le 1er octobre 1912, Fries s'engage comme volontaire d'un an dans le 80e régiment de fusiliers, où il reçoit sa formation de base. Le 30 septembre 1913, il quitte l'armée prussienne, mis en réserve.
Lors de la mobilisation, Fries est réactivé au début de la Première Guerre mondiale, le 3 août 1914, et affecté au 88e régiment d'infanterie.
Adolf Hitler a demandé sa condamnation à mort en mars 1945 pour l'abandon de la forteresse de Varsovie. Le tribunal n'a pas suivi cette demande et le verdict l'a jugé non coupable.

## Décorations
- Croix de fer (1914)
  - 2e classe
  - 1re classe
- Insigne des blessés (1914)
  - en Noir
- Croix d'honneur
- Médaille des Sudètes avec barrette du château de Prague
- Agrafe de la croix de fer (1939)
  - 2e classe (24 septembre 1939)
  - 1re classe (9 octobre 1939)
- Médaille du Front de l'Est
- Insigne de combat d'infanterie
- Croix allemande en or (9 octobre 1942)
- Croix de chevalier de la croix de fer avec feuilles de chêne et glaives
  - Croix de chevalier le 14 décembre 1941 en tant que Oberst et commandant du the Infanterie-Regiment 87 (mot.)[1]
  - 378e feuilles de chêne le 29 janvier 1944 en tant que Generalleutnant et commandant de la 29. Panzergrenadier-Division[2]
  - 87e glaives le 11 août 1944 en tant que Generalleutnant et commandant de la 29. Panzergrenadier-Division[3]
- Mentionné 2 fois dans le bulletin quotidien radiophonique Wehrmachtbericht (28 juin 1944 et 29 juillet 1944)